# Prefontaine Classic 2021
Die Prefontaine Classic 2021 war eine Leichtathletik-Veranstaltung, die am 20. und 21. August im Hayward Field in Eugene im US-Bundesstaat Oregon stattfand und Teil der Diamond League war. Es war dies das siebte Meeting dieser Veranstaltungsreihe und das erste nach den Olympischen Spielen in Tokio.

## Ergebnisse

### Männer

#### 100 m
| Platz | Athlet           | Land | Zeit (s) |
| ----- | ---------------- | ---- | -------- |
| 1     | Andre De Grasse  | CAN  | 9,74     |
| 2     | Fred Kerley      | USA  | 9,78     |
| 3     | Ronnie Baker     | USA  | 9,82     |
| 4     | Trayvon Bromell  | USA  | 9,86     |
| 5     | Michael Norman   | USA  | 9,90     |
| 6     | Justin Gatlin    | USA  | 9,93     |
| 7     | Akani Simbine    | RSA  | 9,95     |
| 8     | Isiah Young      | USA  | 9,98     |
| 9     | Cravon Gillespie | USA  | 10,09    |

Wind: +2,9 m/s

#### 200 m
| Platz | Athlet           | Land | Zeit (s)    |
| ----- | ---------------- | ---- | ----------- |
| 1     | Noah Lyles       | USA  | 19,52 WL SB |
| 2     | Kenneth Bednarek | USA  | 19,80       |
| 3     | Josephus Lyles   | USA  | 20,03 PB    |
| 4     | Aaron Brown      | CAN  | 20,12       |
| 5     | Rai Benjamin     | USA  | 20,16       |
| 6     | Jerome Blake     | CAN  | 20,20 PB    |
| 7     | Vernon Norwood   | USA  | 20,36       |
|       | Kyree King       | USA  | DSQ         |

Wind: +1,5 m/s

#### 800 m
| Platz | Athlet                    | Land | Zeit (min) |
| ----- | ------------------------- | ---- | ---------- |
| 1     | Marco Arop                | CAN  | 1:44,51    |
| 2     | Ferguson Cheruiyot Rotich | KEN  | 1:45,02    |
| 3     | Emmanuel Korir            | KEN  | 1:45,05    |
| 4     | Elliot Giles              | GBR  | 1:45,46    |
| 5     | Clayton Murphy            | USA  | 1:45,97    |
| 6     | Isaiah Harris             | USA  | 1:46,00    |
| 7     | Oliver Dustin             | GBR  | 1:46,61    |
| 8     | Bryce Hoppel              | USA  | 1:47,22    |
|       | Erik Sowinski (Pacemaker) | USA  | DNF        |

#### Bowerman Mile
| Platz | Athlet             | Land | Zeit (min)           |
| ----- | ------------------ | ---- | -------------------- |
| 1     | Jakob Ingebrigtsen | NOR  | 3:47,24 WL DLR MR NR |
| 2     | Stewart McSweyn    | AUS  | 3:48,40              |
| 3     | Timothy Cheruiyot  | KEN  | 3:51,17              |
| 4     | Ronald Kwemoi      | KEN  | 3:51,31              |
| 5     | Oliver Hoare       | AUS  | 3:51,63 PB           |
| 6     | Jake Heyward       | GBR  | 3:52,15 PB           |
| 7     | Abel Kipsang       | KEN  | 3:52,20              |
| 8     | Filip Ingebrigtsen | NOR  | 3:52,97              |
| 9     | Matthew Centrowitz | USA  | 3:53,32              |
| 10    | Mohammed Ahmed     | CAN  | 3:53,87 PB           |
| 11    | Matthew Ramsden    | AUS  | 3:53,97 SB           |
|       | Craig Nowak        | USA  | DNF                  |

#### 2 Meilen
| Platz                       | Athlet              | Land | Zeit (min) |
| --------------------------- | ------------------- | ---- | ---------- |
| 1                           | Joshua Cheptegei    | UGA  | 8:09,55 WL |
| 2                           | Selemon Barega      | ETH  | 8:09,82    |
| 3                           | Paul Chelimo        | USA  | 8:09,83    |
| 4                           | Jacob Kiplimo       | UGA  | 8:10,16 PB |
| 5                           | Berihu Aregawi      | ETH  | 8:11,04    |
| 6                           | Grant Fisher        | USA  | 8:11,09 PB |
| 7                           | Joe Klecker         | USA  | 8:11,55 PB |
| 8                           | Mark Owon Lokumet   | KEN  | 8:15,54    |
| 9                           | Nibret Melak        | ETH  | 8:16,75    |
| 10                          | Michael Kibet       | KEN  | 8:18,01    |
| 11                          | Daniel Simiu Ebenyo | KEN  | 8:19,67    |
| 12                          | Luis Grijalva       | GTM  | 8:21,98 PB |
| 13                          | Marc Scott          | GBR  | 8:31,90    |
|                             | William Kincaid     | USA  | DNF        |
| Bethwell Birgen (Pacemaker) | KEN                 | DNF  |            |
| Josh Thompson (Pacemaker)   | USA                 | DNF  |            |

#### Dreisprung
| Platz | Athlet               | Land | Weite (m) |
| ----- | -------------------- | ---- | --------- |
| 1     | Pedro Pablo Pichardo | POR  | 17,63     |
| 2     | Hugues Fabrice Zango | BFA  | 17,12     |
| 3     | Donald Scott         | USA  | 17,03     |
| 4     | Will Claye           | USA  | 16,83     |
| 5     | Andrea Dallavalle    | ITA  | 16,80     |
| 6     | Chris Benard         | USA  | 16,79     |
| 7     | Max Heß              | GER  | 16,72     |

#### Kugelstoßen
| Platz | Athlet           | Land | Weite (m)    |
| ----- | ---------------- | ---- | ------------ |
| 1     | Ryan Crouser     | USA  | 23,15 DLR MR |
| 2     | Darlan Romani    | BRA  | 21,69        |
| 3     | Joe Kovacs       | USA  | 21,94        |
| 4     | Tomas Walsh      | NZL  | 21,39        |
| 5     | Josh Awotunde    | USA  | 21,25        |
| 6     | Darrell Hill     | USA  | 21,03        |
| 7     | Payton Otterdahl | USA  | 20,28        |

### Frauen

#### 100 m
| Platz | Athletin                | Land | Zeit (s)           |
| ----- | ----------------------- | ---- | ------------------ |
| 1     | Elaine Thompson-Herah   | JAM  | 10,54 WL DLR MR NR |
| 2     | Shelly-Ann Fraser-Pryce | JAM  | 10,73              |
| 3     | Shericka Jackson        | JAM  | 10,76 =PB          |
| 4     | Teahna Daniels          | USA  | 10,83 PB           |
| 5     | Marie-Josée Ta Lou      | CIV  | 10,90              |
| 6     | Javianne Oliver         | USA  | 10,96 =PB          |
| 7     | Mujinga Kambundji       | SUI  | 10,96              |
| 8     | Briana Williams         | JAM  | 11,09              |
| 9     | Sha’Carri Richardson    | USA  | 11,14              |

Wind: +0,9 m/s

#### 200 m
| Platz | Athletin          | Land | Zeit (s) |
| ----- | ----------------- | ---- | -------- |
| 1     | Mujinga Kambundji | SUI  | 22,06    |
| 2     | Gabrielle Thomas  | USA  | 22,11    |
| 3     | Dina Asher-Smith  | GBR  | 22,19    |
| 4     | Jenna Prandini    | USA  | 22,36    |
| 5     | Dezerea Bryant    | USA  | 22,39    |
| 6     | Lynna Irby        | USA  | 22,50    |
| 7     | Brittany Brown    | USA  | 23,51    |
| 8     | Allyson Felix     | USA  | 22,60    |

Wind: +2,4 m/s

#### 1500 m
| Platz | Athletin                     | Land | Zeit (min) |
| ----- | ---------------------------- | ---- | ---------- |
| 1     | Faith Kipyegon               | KEN  | 3:53,23 MR |
| 2     | Linden Hall                  | AUS  | 3:59,73    |
| 3     | Josette Norris               | USA  | 4:00,07    |
| 4     | Winnie Nanyondo              | UGA  | 4:00,72    |
| 5     | Shannon Osika                | USA  | 4:01,16    |
| 6     | Gabriela DeBues-Stafford     | CAN  | 4:01,74    |
| 7     | Tigist Ketema                | ETH  | 4:02,44    |
| 8     | Helen Schlachtenhaufen       | USA  | 4:02,78    |
| 9     | Edinah Jebitok               | KEN  | 4:04,32    |
| 10    | Gaia Sabbatini               | ITA  | 4:04,55    |
| 11    | Jessica Hull                 | AUS  | 4:05,33    |
| 12    | Laura Muir                   | GBR  | 4:05,92    |
| 13    | Winny Chebet                 | KEN  | 4:29,00    |
|       | Chanelle Price (Pacemakerin) | USA  | DNF        |

#### 400 m Hürden
| Platz | Athletin           | Land | Zeit (s) |
| ----- | ------------------ | ---- | -------- |
| 1     | Dalilah Muhammad   | USA  | 52,77 MR |
| 2     | Shamier Little     | USA  | 53,79    |
| 3     | Gianna Woodruff    | PAN  | 54,20 AR |
| 4     | Hanna Ryschykowa   | UKR  | 54,40    |
| 5     | Janieve Russell    | JAM  | 54,50    |
| 6     | Cara Nnenya Hailey | USA  | 55,16    |
| 7     | Ronda Whyte        | JAM  | 55,57    |
| 8     | Leah Nugent        | JAM  | 55,86    |
| 9     | Sage Watson        | CAN  | 56,52    |

#### 3000 m Hindernis
| Platz | Athletin                            | Land | Zeit (min)       |
| ----- | ----------------------------------- | ---- | ---------------- |
| 1     | Norah Jeruto                        | KEN  | 8:53,65 WL MR PB |
| 2     | Courtney Frerichs                   | USA  | 8:57,77 AR       |
| 3     | Hyvin Kiyeng                        | KEN  | 9:00,05 SB       |
| 4     | Winfred Mutile Yavi                 | BHR  | 9:04,27          |
| 5     | Celliphine Chepteek Chespol         | KEN  | 9:07,07 SB       |
| 6     | Gesa Felicitas Krause               | GER  | 9:07,61 SB       |
| 7     | Peruth Chemutai                     | UGA  | 9:10,87          |
| 8     | Mekides Abebe                       | ETH  | 9:18,71          |
| 9     | Marisa Howard                       | USA  | 9:22,66 PB       |
| 10    | Alycia Butterworth                  | CAN  | 9:28,68 PB       |
| 11    | Regan Yee                           | CAN  | 9:44,63          |
| 12    | Elizabeth Bird                      | GBR  | 9:59,51          |
|       | Rosefline Chepngetich (Pacemakerin) | KEN  | DNF              |

#### Hochsprung
| Platz | Athletin              | Land | Höhe (m) |
| ----- | --------------------- | ---- | -------- |
| 1     | Iryna Heraschtschenko | UKR  | 1,98 =SB |
| 2     | Vashti Cunningham     | USA  | 1,98     |
| 3     | Kamila Lićwinko       | POL  | 1,90     |
| 4     | Julija Lewtschenko    | UKR  | 1,90     |
| 5     | Rachel McCoy          | USA  | 1,90     |
| 6     | Erika Kinsey          | SWE  | 1,83     |
| 6     | Alessia Trost         | ITA  | 1,83     |
| 8     | Jelena Rowe           | USA  | 1,79     |

#### Stabhochsprung
| Platz       | Athletin              | Land | Höhe (m) |
| ----------- | --------------------- | ---- | -------- |
| 1           | Katie Nageotte        | USA  | 4,82     |
| 2           | Holly Bradshaw        | GBR  | 4,72     |
| 3           | Olivia Gruver         | USA  | 4,52     |
| 4           | Morgann LeLeux Romero | USA  | 4,37     |
| 5           | Anicka Newell         | CAN  | 4,37     |
|             | Katerina Stefanidi    | GRC  | NH       |
| Iryna Schuk | BLR                   | NH   |          |